# Von Königsegg
von Königsegg är en tysk adelsätt från Schwaben med ursprung i området Königsegg.

## Historia
Königsegg är känt som herredöme sedan mitten av 1100-talet, och som baroni 1470, och tillhör idag  distriktet Ravensburg i Baden-Württemberg.
Ursprungligen hette släkten Fronhofen efter slottet Fronhofen.
Bröderna Eberhard och Berthold von Fronhofen kallade sig 1209 ministerialis regis.
En yngre släkting Eberhard (frater domini Bertholdi de Fronhoven) tog 1251 namnet Eberhardus de Kunigsegge efter sin borg Burg Königsegg, i nuvarande Guggenhausen, Landkreis Ravensburg).
1347 valdes Ulrich I von Königsegg som den förste landfogden i Oberschwaben från huset Königsegg  av Habsburgarna.
Det finns flera slott än Burg Königsegg bevarade från medeltiden som tillhört familjen, som Schloss Königseggwald och friherrarna von Königsegg ägde in på 1800-talet stora områden i Königsegg runt städerna Guggenhausen och Aulendorf vid foten av alperna.

## Linjen Rothenfels

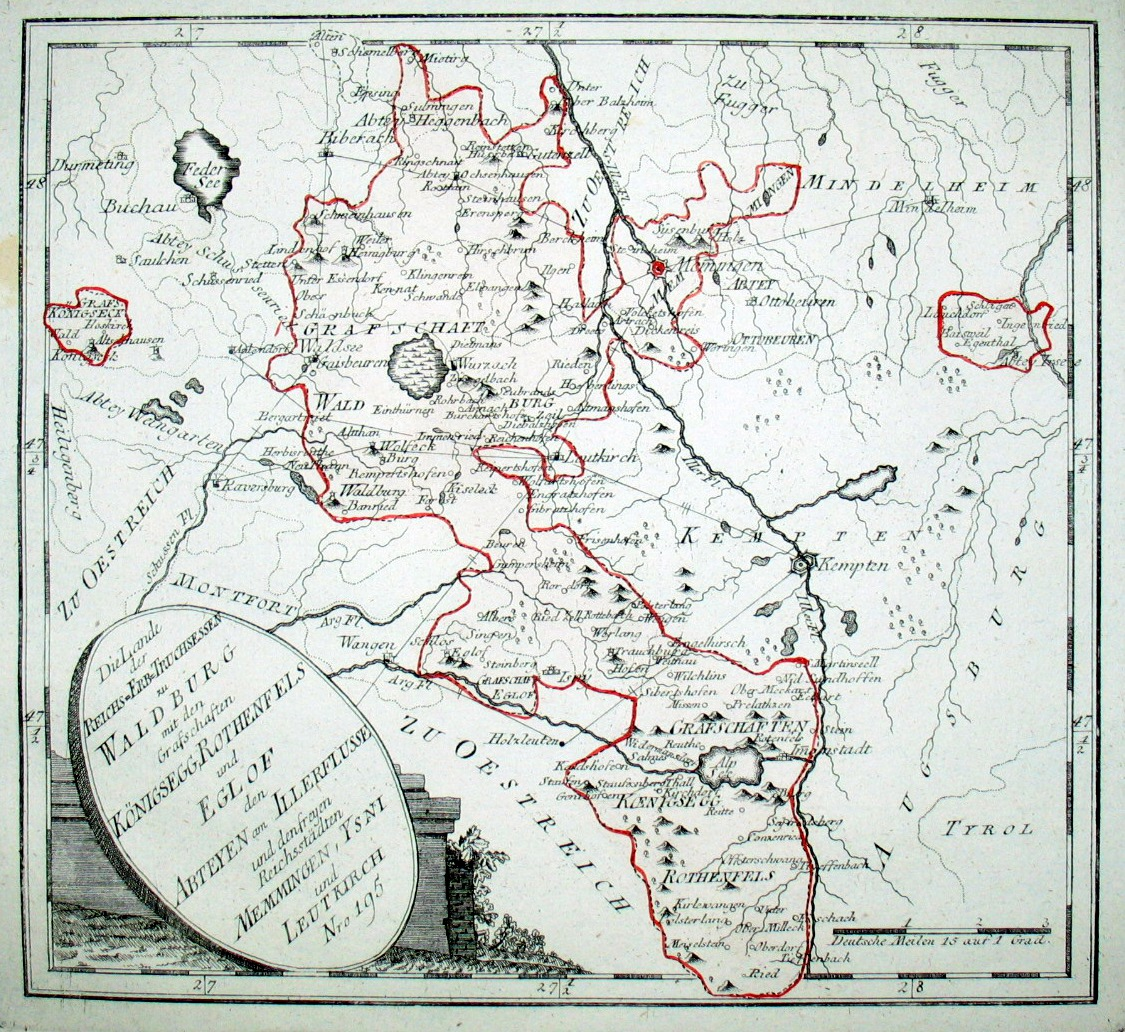
Karta över grevskapet Königsegg-Rothenfels

Rothenfels blev på 1600-talet stadsslott och byggdes ut till slott 1620 av friherre Georg zu Königsegg.
Grevarna von Königsegg-Rothenfels bodde senare i Wien, där de uppnådde positioner vid kejserliga hovet. Greve Leopold Wilhelm von Königsegg-Rothenfels (1630–1694) spelade en betynde roll vid den turkiska belägringen av Wien. Hans son Joseph Lothar von Königsegg-Rothenfels (1673–1751) var kejserlig fältmarskalk.
Greve Fidel Franz bytte med Österrike grevskapet Rothenfels och sina övriga egendomar i Allgäu mot Boros-Sebiș i kungariket Ungern varvid linjen Rothenfels utslocknade.

## Linjen Aulendorf
En linje, Königsegg-Aulendorf, upphöjdes 1629 i tyskt riksgrevligt stånd och erhöll genom en tysk förbundsakt av 1829 jämbördighet med suveräna furstehus.

## Gren i Sverige
En gren av den adliga ätten fortlever i Sverige med namnet von Koenigsegg.  

## Kända släktmedlemmar
- Christian von Koenigsegg, en svensk entreprenör och grundare av sportbilsföretaget Koenigsegg
- Maximilian Friedrich von Königsegg-Rothenfels (1708-1784), ärkebiskop i Köln och furstbiskop i Münster

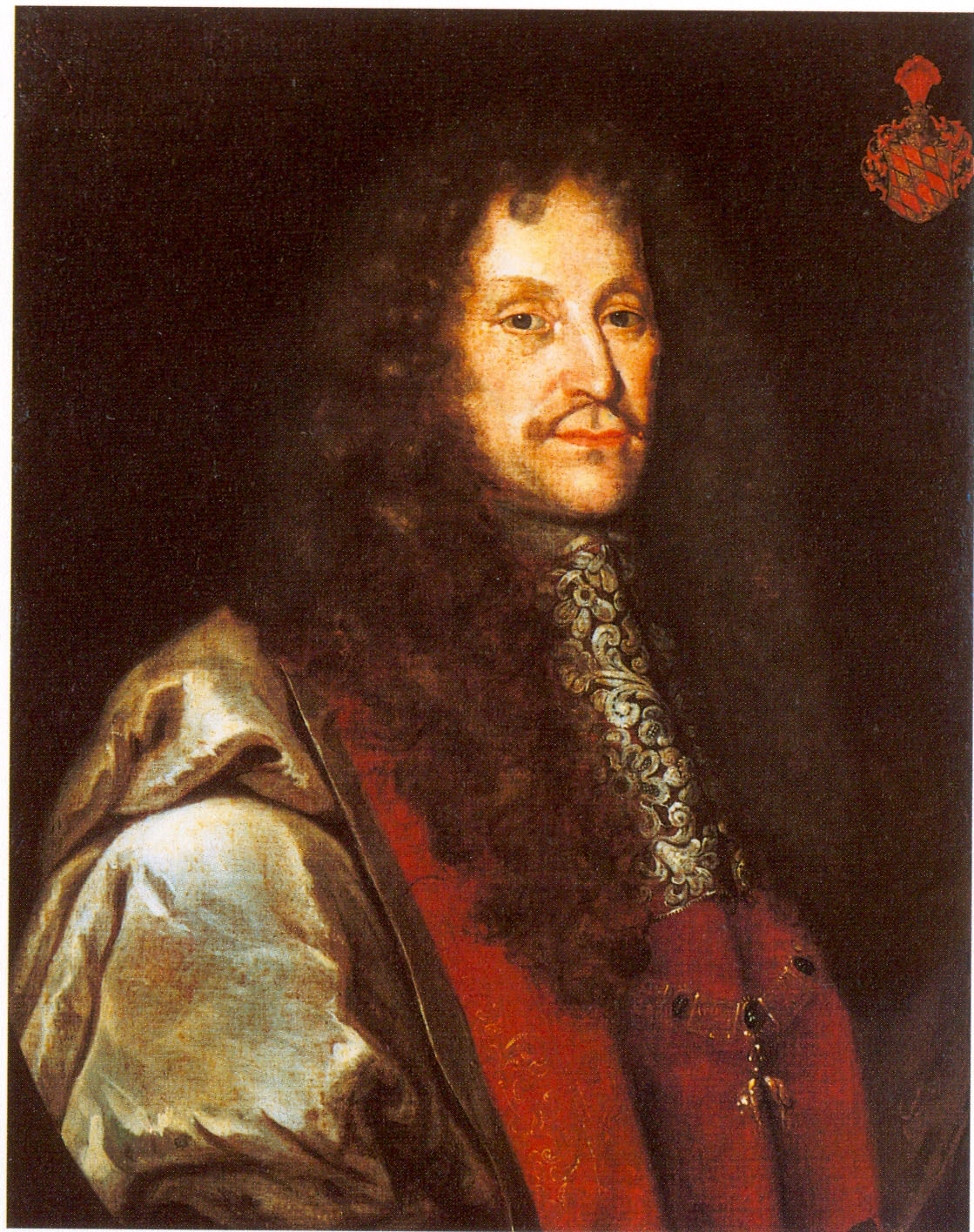
Leopold Wilhelm von Königsegg-Rothenfels (1630–1694), Reichsvizekanzler
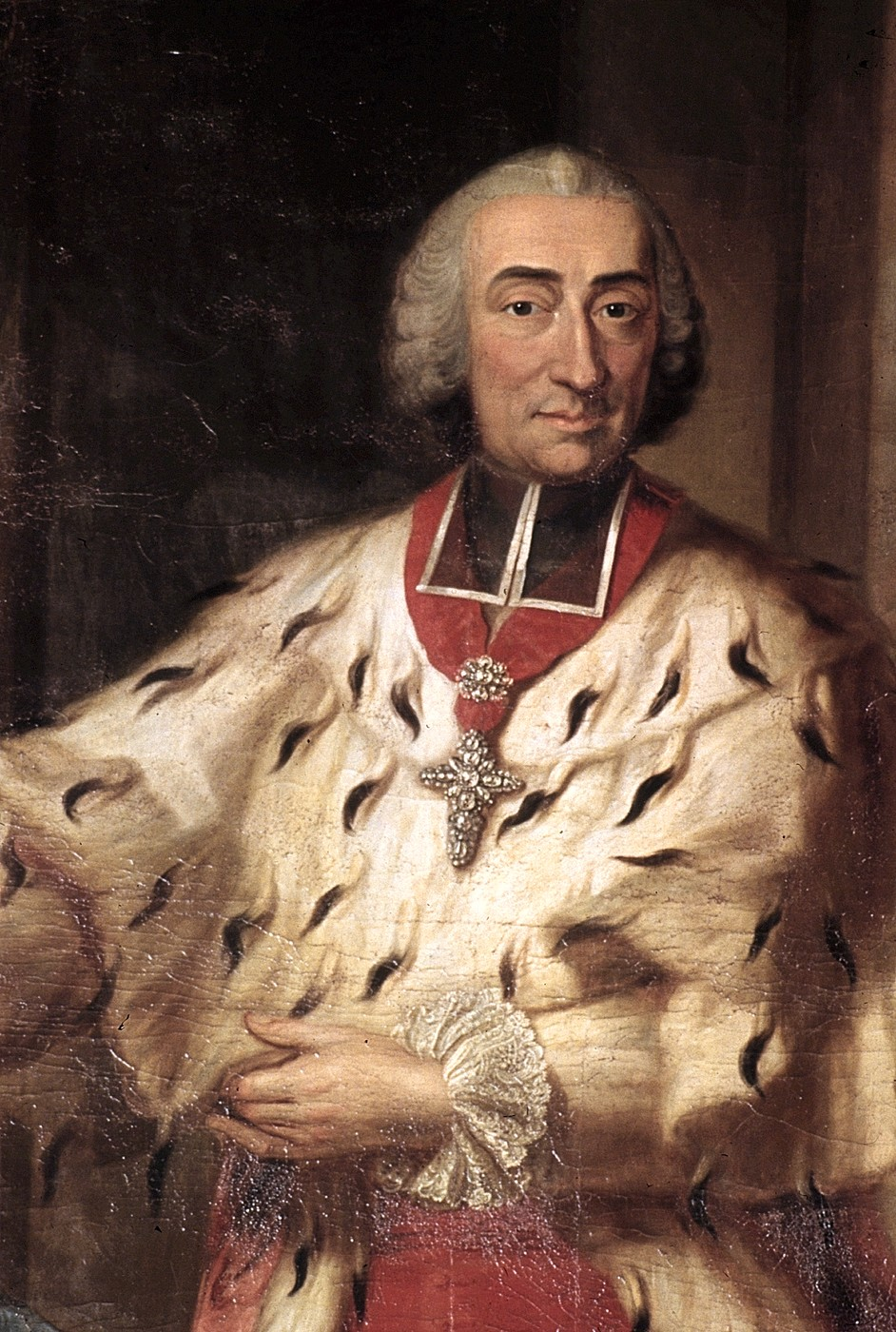
Maximilian Friedrich von Königsegg-Rothenfels (1708–1784), kurfurste och ärkebiskop i Köln, furstbiskop i Münster

## Vapensköldar

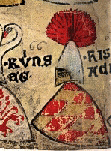
Vapen för ätten Königsegg i Zürcher Wappenrolle, um 1340
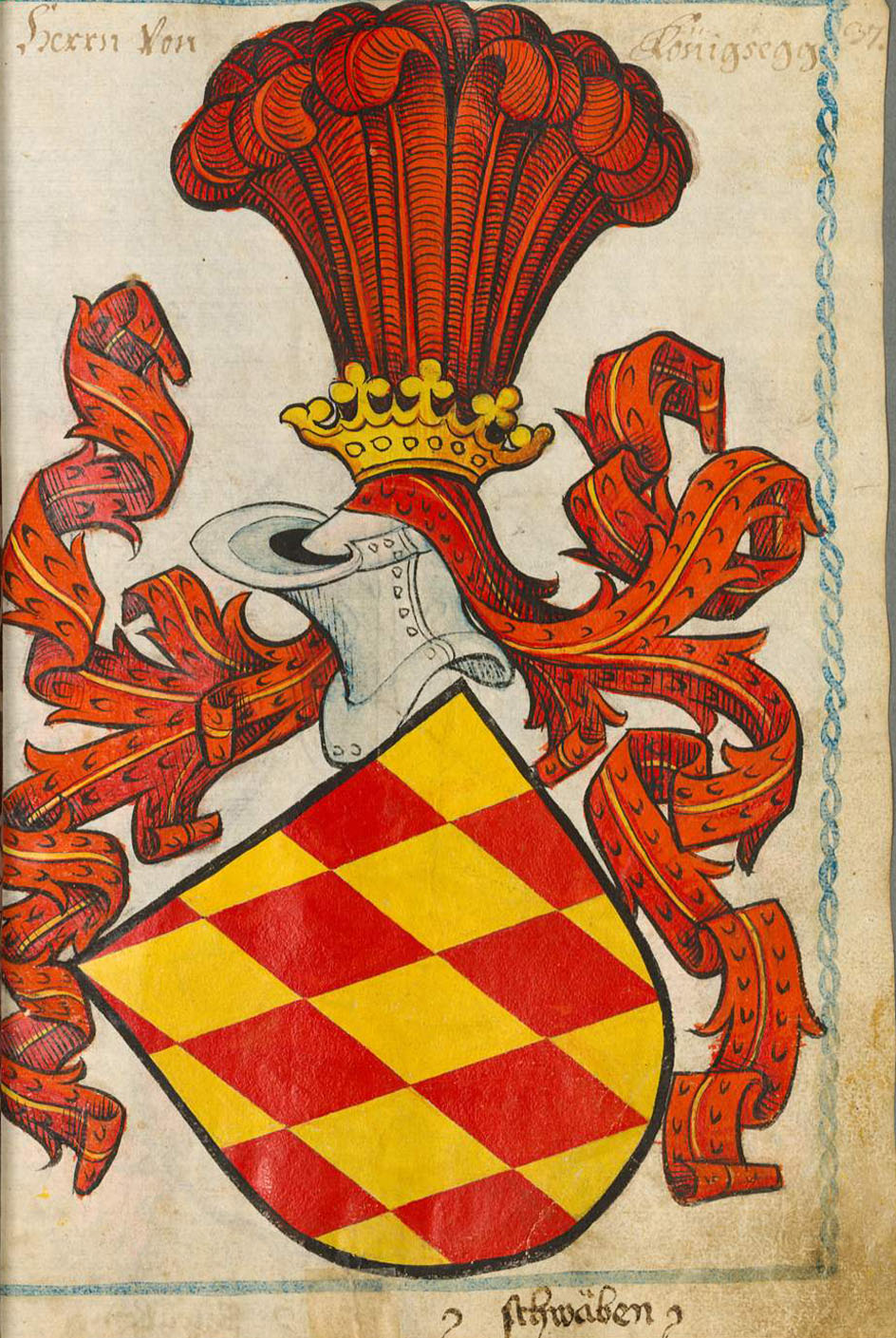
Vapen för ätten Königsegg i Scheiblers Wappenbuch 1450–1480
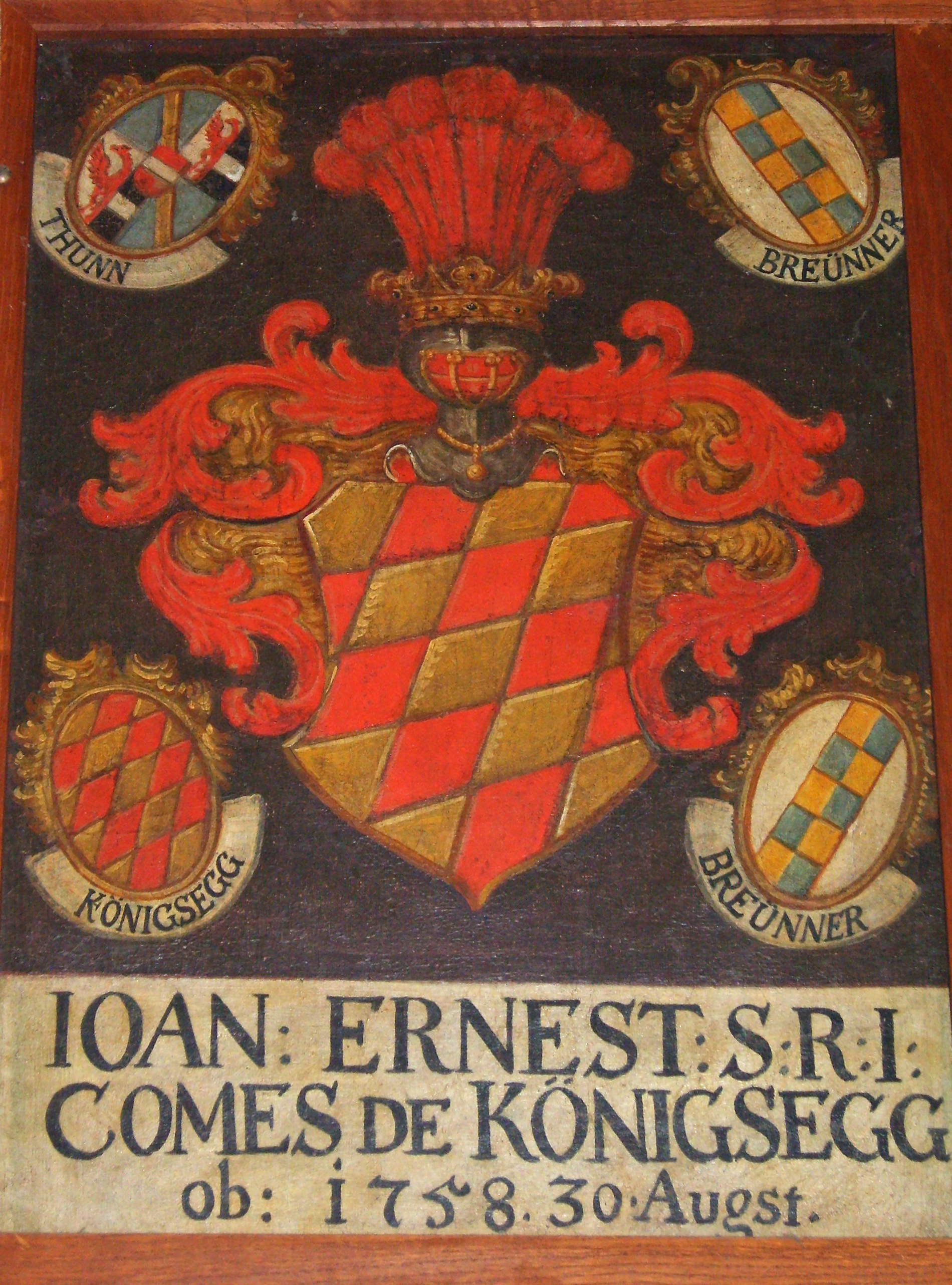
Vapen för ätten Königsegg i Konstanzer Münsters
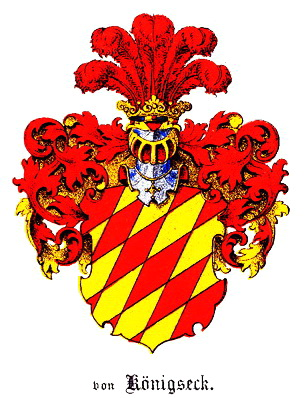
Vapen för den baltiska ätten von Königseck

## Ortsvapen
Det guld-röda rutade vapnet används idag i Baden-Württemberg och genom linjen Rothenfels också i bayerska Regierungsbezirk Schwaben:

Aulendorf, Landkreis Ravensburg
Fronreute, Landkreis Ravensburg
Guggenhausen, Landkreis Ravensburg
Königseggwald, Landkreis Ravensburg
Fischen im Allgäu, Landkreis Oberallgäu
Ofterschwang, Landkreis Oberallgäu
Bolsterlang, Landkreis Oberallgäu
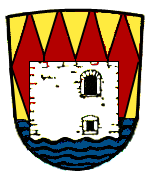
Niedersonthofen, Landkreis Oberallgäu